# Stephen e Timothy Quay
Stephen (Norristown, 17 giugno 1947) e 
Timothy Quay (Norristown, 17 giugno 1947) sono due gemelli registi, animatori e scenografi statunitensi, noti per la loro influenza nella animazione in stop motion e vincitori per il Miglior Set Design ai Drama Desk Award del 1998. Sono meglio conosciuti come Brothers Quay o Quay Brothers.

## Biografia
Dopo aver studiato illustrazione e cinema al Philadelphia College of Art (ora University of the Arts) di Filadelfia, e aver vissuto per un certo periodo in Olanda, nel 1969 si trasferiscono in Inghilterra per studiare al Royal College of Art di Londra. Qui realizzano i primi film, oggi perduti dopo che i negativi vengono irreparabilmente danneggiati, e insieme col collega di studi Keith Griffiths (che da allora produce tutti i loro film) creano i Kornick Studios (1980), attualmente con sede a Southwark, nel sud di Londra.
I lavori dei fratelli Quay (dal 1979 ad oggi) mostrano un ampio raggio di influenze spesso esoteriche, a partire dagli animatori polacchi Walerian Borowczyk e Jan Lenica, gli scrittori Franz Kafka, Bruno Schulz, Robert Walser e Michel de Ghelderode, i burattinai Władysław Starewicz e il ceco Richard Teschner, i compositori cechi Leoš Janáček, Zdeněk Liška e il polacco Leszek Jankowski, l'ultimo dei quali ha composto molte colonne originali per il loro cinema. Altra importante influenza è l'animatore ceco Jan Švankmajer, al quale hanno dedicato uno dei loro film, The Cabinet of Jan Švankmajer (Il gabinetto di Jan Švankmajer), frequentemente citato come loro maggiore punto di riferimento, benché abbiano scoperto il suo lavoro relativamente tardi nel 1983, anno in cui il loro stile caratteristico e le loro sforzi si formarono pienamente. Durante una discussione in conferenza con Daniel Bird e Andrzej Kilmowski, presso l'Aurora festival Norwich, sottolinearono che la più significante influenza nel loro lavoro è quella di Walerian Borowczyk, autore sia di corti di animazione che di lungometraggi in live action.
La maggior parte dei loro film di animazione presenta burattini realizzati con parti di bambole e altri materiali organici o inorganici, spesso parzialmente disassemblati, all'interno di un'atmosfera tetra e malinconica. Forse il loro lavoro più conosciuto è Street of Crocodile, basato sull'omonima storia breve dell'autore e artista polacco Bruno Schulz. Presentato in concorso al 39º Festival di Cannes, questo cortometraggio fu selezionato dall'animatore e regista Terry Gilliam come uno dei migliori film di animazione di tutti i tempi e il critico Jonathan Romney lo incluse nella sua lista dei migliori film in ogni medium (per il critics' poll del 2002 di Sight & Sound). Il film ha ispirato il videoclip per il brano Closer to God, della band Nine Inch Nails, diretto da Mark Romanek, e ha influenzato lo stile di alcuni video della band Tool.
Sempre nel 1986, i Quay collaborano come animatori al video musicale per il brano di Peter Gabriel Sledgehammer, diretto da Stephen R. Johnson; questo video non soddisfò però i Quay, riconoscendolo troppo imitativo allo stile dei lavori di Švankmajer. Hanno realizzato due lungometraggi in live action: Institute Benjamenta, or This Dream People Call Human Life, prodotto da Keith Griffith e Janine Marmot, un film con attori in carne e ossa tratto dal romanzo Jakob von Gunten, di Robert Walser, e The Piano Tuner of Earthquakes, prodotto da Keith Griffiths. Hanno anche diretto e animato una sequenza nel film Frida.
Nel 1988 realizzano le scenografie del balletto Dybbuk del coreografo Kim Brandstrup e dell'opera Love for Three Oranges (L'amore delle tre melarance), tratta da Prokof'ev e diretta da Richard Jones, firmando poi le scene di numerosi altri spettacoli teatrali.
Con molte poche eccezioni, i loro film non presentano una significativa presenza di dialoghi parlati - la maggior parte non ha affatto contenuti parlati, mentre alcuni, come The Comb (From the Museums of Sleep) (1990), includono un linguaggio multilingue incomprensibile di sottofondo che non ha lo scopo di essere coerentemente compreso. Di conseguenza, i loro film sono altamente legati alle loro colonne musicali, molte delle quali sono state scritte appositamente per loro dal compositore polacco Leszek Jankowski. Nel 2000 contribuirono alla serie di cortometraggi della BBC Sound on Film, in cui resero visiva una piece di 20 minuti del compositore avanguardistico Karlheinz Stockhausen. Ogni volta possibile, i Quay preferiscono lavorare con musica pre-registrata, benché le musiche di Gary Tarn del The Phantom Museum dovettero essere aggiunte successivamente, dopo che risultò impossibile acquisire legalmente la musica del compositore ceco Zdeněk Liška.
Hanno realizzato video musicale per His Name Is Alive ("Are We Still Married", "Can't Go Wrong without You"), Michael Penn ("Long Way Down (Look what the Cat Drug In)") e per i 16 Horsepower ("Black Soul Choir"). Prima di voltare alla realizzazione cinematografica, i Quay lavorarono come illustratori professionisti. La prima edizione del romanzo The Clockwork Testament, or Enderby's End dell'autore britannico Anthony Burgess, include i loro disegni all'inizio di ogni capitolo. All'incirca tre decenni prima della collaborazione diretta on Stockhausen, realizzarono la copertina del libro Stockhausen: Conversations with the Composer (curato da Jonathan Cott nel 1973, edizioni Simon & Schuster).
Dopo la realizzazione di copertine editoriali per opere letterarie di stampo gotico e fantascientifico in Philadelphia, i Quay crearono disegni suggestivi per un gran numero di pubblicazioni che sembrano riflettere non solo i loro stessi interessi per particolari autori, con copertine realizzate per le edizioni in lingua inglese delle opere di Italo Calvino, Louis-Ferdinand Céline o perlo studio critico di Mark le Fanu sui film di Andrej Tarkovskij, ma anche in temi e mtivi che questi autori svilupparono nella loro carriera. Questi testi letterari sono stati delle sorgenti ispirative per quasi tutti i loro progetti cinematografici, siano essi serviti come punto di partenza per le loro idee o come base testuale per scenari filmici, anziché come sceneggiature o soggetti. La loro abilità nell'illustrazione e nella calligrafia si filtra sempre più verso molti altri elementi formali nei loro ultimi lavori, cosa che è evidente nell'imbellimento grafico delle scenografie, o nel loro particolare uso di motivi grafici nel design dei costumi dei loro protagonisti inanimati. I titoli, gl'intertitoli e i titoli di coda appaiono anch'essi in una grande varietà di stili scritti a mano.
In un'intervista con Robert K. Elder per il suo libro The Best Film You'Ve Never Seen, i fratelli Quay discutono del loro processo creativo, affermando che "Quando [un] progetto alla fine riceve l'approvazione a procedere, noi quasi inevitabilmente facciamo fuori la proposta originale, non senza rispetto, ma semplicemente perché sappiamo che, nel momento in cui iniziamo a costruire i set e i burattini, lo script inizia a crescere e a evolvere in maniera del tutto organica".
Il successo critico di Street of Crocodiles diede ai Fratelli Quay la libertà artistica di direzionarsi verso vari argomenti, in parte originati dalle loro influenze letterarie e poetiche, che portarono all'esplorazione di nuove forme estetiche, ma anche in seguito alla loro abilità nel realizzare estensivi esperimenti tecnici, sia a livello cinematografico che di creazione scenografica. I Quay sono meglio conosciuti per i loro lungometraggi con protagonisti burattini. Meno conosciuti, ma non meno incisivi nel loro sviluppo creativo, è il loro intenso impegno nel creazione di scenografia per l'opera, il balletto e il teatro: dal 1988 i Quay hanno creato set e proiezioni per produzioni di performing art su vari palcoscenici internazionali. Il loro lavoro su piccola scala si tramuta qui in scenografie su larga scala per produzioni operistiche e teatrali del regista Richard Jones (L'amore delle tre melarance di Prokof'ev, La pulce nell'orecchio di Feydeau, Mazepa di Čajkovskij, Il Borghese Gentiluom di Molière).
Le loro scenografie per il revival di Le sedie di Eugène Ionesco è stato candidato per un Tony Award nel 1998. L'escursione dei Quay nel lungometraggio e nei film danzati in live action non sono indicativi del loro allontanamento dall'animazione e dalla letteratura che li ha ispirati - al contrario questi film esplorano il potenziale che si nasconde nella combinazione di queste tecniche cinematiche. Le loro scenografie per l'animazione sono state introdotte in un'esibizione internazionale chiamata "Dormitorium" che ha viaggiato per tutta la East Coast degli Stati Uniti nel 2009, con incluse la Rosenwald-Wolf Gallery presso la University of the Arts di Philadelphia, seguita dalla Parsons The New School of Design di New York, la Old Dominion University di Norfolk e la Cornell University di Ithaca.
Nel 2010 il College of Physicians di Philadelphia ricevette un finanziamento dalla Philadelphia Exhibitions Initiative attraverso The Pew Center for Arts & Heritage per un progetto di esibizioni che avrebbe incluso un nuovo lavoro dei Fratelli Quay. I Quay produssero un nuovo film intitolato Through the Weeping Glass: On the Consolations of Life Everlasting (Limbos & Afterbreezes in the Mütter Museum). Il film è il primo realizzato negli Stati Uniti, prodotto da Edward Waisnis attraverso la sua compagnia Pro Bono films in collaborazione con l'Atelier Konick QBFZ di Londra, e si focalizza sulla storia e le collezioni del Mütter Museum all'interno del College. Il film, narrato da Derek Jacobi e con le musiche dhi Timothy Nelson, è stato girato a Philadelphia durante l'estate del 2010 e presentato nell'autunno del 2011, con simposio, al College of Physicians di Philadelphia in Pennsylvania, al Museum of Modern Art di New York City e al Museum of Jurassic Technology di Los Angeles. Il film è stato successivamente presentato presso la Wellcome Collection di Londra e al CFC Worldwide Short Film Festival di Columbus. Recensito sia da Sight & Sound che da Film Comment, il negativo in 35mm e la stampa sono state selezionate per essere incluse nella collezione del MOMA.
I Fratelli Quay sono stati commissionati dai Leeds Canvas, un gruppo di otto organizzazioni culturali di Leeds, nel Regno Unito, per creare nel maggio del 2012 un'installazione artistica su tutta la città,OverWorlds & UnderWorlds. La commissione fu uno dei dodici progetti "Artists Taking the Lead" promossi nel Regno Unito, in occasione delle Olimpiadi di Londra 2012. Successivamente nello stesso anno, i Fratelli Quay furono il soggetto di una grande esibizione retrospettiva presso il Museum of Modern Art di New York intitolata Quay Brothers: On Deciphering the Pharmacist's Prescription for Lip-Reading Puppets che contenne i loro lavori raccolti nella loro intera carriera, sino ai primi anni di infanzia, con la maggior parte del loro materiale inedito. Organizzata da Ron Magliozzi, Associate Curator del Film Department del MOMA, l'esibizione si svolse dal 12 Agosto al 7 Gennaio 2013 e incluse un programma con i loro lavori cinematografici.
Nel 2013, i Quay vinsero un premio per una residenza presso il Wexner Center of the Arts di Columbus, in Ohio. Il progetto che intrapresero per questa residenza fu un film di animazione dal titolo Unmistaken Hands: Ex Voto F.H. che narra il lavoro e la vita dello scrittore uruguaiano Felisberto Hernández, spesso riconosciuto come il padre del "realismo magico" e con i cui lavori i Quay condividono una certa affinità. La produzione fu supervisionata da Edward Waisnis con la sua Pro Bono films, in collaborazione con l'Atelier Koninck QBFZ, e con il supporto della Fundación Felisberto Hernández; la colonna sonora è affidata a Timothy Nelson, che aveva precedentemente lavorato con i Quay. Dal gennaio del 2014 i fratelli Quay sono in collaborazione con la casa di produzione The Digital Toy Company per la produzione di un ibrido film/videogame intitolato Asleep: I Hear My Name.
Le opere dei Quay sono state esposte in due successive esibizioni internazionali nel 2013/2014. La prima, The Quay Brothers' Universum fu la prima esibizione personale in Europa ed ebbe luogo presso l'EYE Film Instituut Nederland di Amsterdam dal 15 dicembre al 9 marzo 2014. La seconda, Metamorfosis. Visiones Fantásticas de Starewitch, Švankmajer y Los Hermanos Quay fu tenuta presso il Centre de Cultura Contemporània di Barcellona (25 marzo - 7 settembre 2014) e presso La Casa Encendida (2 ottobre 2014 - 11 gennaio 2015) di Madrid. L'esibizione fu curata dalla curatrice di animazione, programmatrice e storica spagnola Carolina López Caballero e fu una grande esplorazione nell'arte dell'animazione in stop motion, accompagnando il lavoro dei Quay a quello del padre dell'animazione con burattini russo Władysław Starewicz e al maestro surrealista ceco Jan Švankmajer.
Il regista hollywoodiano Christopher Nolan rivelò di essere un grande estimatore del lavoro dei Quay sin da quando si approcciò ai loro film programmati la notte durante le trasmissioni di Channel 4 nel Regno Unito. Nel 2015 Nolan curò la ristampa e la distribuzione di alcuni cortometraggi (In Absentia, The Comb and Street of Crocodiles) dei fratelli Quay, realizzando anche un corto documentario sui due, dal titolo Quay. La ristampa e il cortometraggio di Nolan ricevettero acclamazione critica, come ad esempio le parole di recensione di Indiewire: "i fratelli avranno sicuramente centinaia, se non migliaia nuovi fan grazie a Nolan, e per quel The Quay Brothers in 35mm sarà per sempre uno dei più recenti contributi più importanti per il cinema".
Direttamente dopo il lancio del programma in 35mm negli Stati Uniti, i Quay furono celebrati presso il Bristol Festival of Puppetry in Regno Unito (agosto-settembre 2015). Una retrospettiva sulla loro opera curata dal regista cinematografico e teatrale Joseph Wallace, che presentò anche una conversazione coi Quay sulla relazione tra la loro animazione e il lavoro sul palcoscenico, tenuta a Watershed (Bristol). Wallace, insieme alla Puppet Place (organizzatrice del festival), commissionò inoltre ai Quay la reazione di un'installazione per tutta la durata del festival e che fu esposta in una sala di controllo in disuso su un ponte nel centro di Bristol, intitolata Homage To The Framed Perspective of an Abridged Conversation Between the Painters Sassetta & Uccello and the Mystical Occurrence hat Happened Before Your Arrival.
I Fratelli Quay hanno collaborato con Louis Andriessen nel 2016 realizzando le scenografia dell'opera Theatre of the World che venne presentata presso la Walt Disney Concert Hall a Los Angeles prima di essere presentata al Carré Theatre di Amsterdam come parte dell'Holland Festival. Insieme al design, i Quay produssero inoltre proiezioni animate che accompagnavano la performance.
Nell'ottobre del 2016 il British Film Institute ha pubblicato, in due Blu-Ray, una raccolta dei film dei Fratelli Quay realizzati tra il 1979 e il 2013, intitolata "Inner Sanctums". L'edizione include 25 cortometraggi, tre presentati in Regno Unito e cinque internazionalmente, insieme a contenuti speciali che includono note, interviste, rari "dietro le quinte" e il cortometraggio dedicato ai registi da Christopher Nolan, Quay (2015). Nelle opere dei Quay sono rintracciabili anche le influenze artistiche di Luis Buñuel, Carl Theodor Dreyer e Ingmar Bergman.

## Filmografia

### Lungometraggi
- Institute Benjamenta (1995)
- The Piano Tuner of Earthquakes (2005)
- Sanatorium - Under The Sign of the Horglass (2024)

### Cortometraggi
- Nocturna Artificialia: Those Who Desire Without End (1979)
- Punch And Judy: Tragical Comedy or Comical Tragedy (1980)
- Ein Brudermord (1980)
- The Eternal Day Of Michel de Ghelderode (1981)
- Igor, The Paris Years Chez Pleyel (1983)
- Leoš Janáček: Intimate Excursions (1983)
- The Cabinet of Jan Švankmajer (1984)
- This Unnameable Little Broom (Little Songs of the Chief Officer of Hunar Louse, or This Unnameable Little Broom, being a Largely Disguised Reduction of the Epic of Gilgamesh) (1985)
- Street of Crocodiles (1986)
- Rehearsals For Extinct Anatomies (1988)
- Stille Nacht I: Dramolet (1988)
- Ex-Voto (1989)
- The Comb (From The Museums Of Sleep) (1990)
- Rain Dance (1990) – cortometraggio realizzato per Sesamo apriti
- De Artificiali Perspectiva, or Anamorphosis (1991)
- The Calligrapher (1991) – commissionato BBC2, poi escluso e mai messo in onda
- Stille Nacht II: Are We Still Married? (1991)
- Stille Nacht III: Tales From Vienna Woods (1992)
- Stille Nacht IV: Can't Go Wrong Without You (1993)
- The Summit (1995)
- Duet (2000)
- The Sandman (2000)
- In Absentia (2000)
- Stille Nacht V: Dog Door (2001)
- Frida (2002) - contributo animato per il film di Julie Taymor
- Songs For Dead Children (2003)
- The Phantom Museum: Random Forays Into the Vaults of Sir Henry Wellcome's Medical Collection (2003)
- Alice in Not So Wonderland (2007)
- Eurydice: She, So Beloved (2007)[21]
- Inventorium of Traces (2009)
- Maska (2010)[22]
- Bartók Béla: Sonata for Solo Violin (2011)
- Through the Weeping Glass: On the Consolations of Life Everlasting (Limbos & Afterbreezes in the Mütter Museum) (2011)[23]
- The Metamorphosis (2012)
- Unmistaken Hands: Ex Voto F.H. (2013)[24]
- Maska (2010)
- Through the Weeping Glass: On the Consolations of Life Everlasting (Limbos & Afterbreezes in the Mütter Museum) (2011)
- Unmistaken Hands: Ex Voto F.H. (2013)
- The Doll's Breath (2019)

### Video Musicali
- Sledgehammer - Peter Gabriel (1986) - contributo animato per il video diretto da Stephen R. Johnson
- Stille Nacht II: Are We Still Married? - His Name is Alive (1991)
- Long Way Down (Look What The Cat Drug In) - Michael Penn (1992)
- Stille Nacht IV: Can't Go Wrong Without You - His Name is Alive (1993)
- Black Soul Choir - 16 Horsepower (1996)
- Stille Nacht V: Dog Door - Sparklehorse (2001)
- Ubu re - Pere Ubu (2008) - video musicale proiettato per il live show
- Muslingauze - DJ Spooky (2008-2010)
- Stille Nacht V: Starman - Sabisha (2008-2010)

### Pubblicità
- Tempus Fugit (2016) Slow Time, Leffe
- Wonderwood (2010) Comme des Garçons
- Kinoteka, 1st Polsk Filmfestival ident (2009) Polish Institute, London
- Mistletoe Kisses (2007) Galaxy, Mars, Inc.
- NHL, Laundromat (2001) Fox Sports
- NHL, Library (2001) Fox Sports
- Magnets (2001) Chili’s
- Rice Krispies Treats - Float (2000) Kellogg’s
- Pitney Chairs (1999) Pitney
- Northern Rock (1999) Northern Rock
- Mars Celebration (1998) Mars, Inc.
- Fox and Crow (1998) Badoit
- Lion and Zebra (1998) Badoit
- Weed Families (1998) Roundup
- Weeds (1998) Roundup
- Doritos idents (1997) Frito-Lay
- The Wooden Box That Collapses (title sequence) (1997) The End
- Lockets Metallica (1996) Mars, Inc.
- Swallow (1996) Murphy’s Irish Stout
- Warriors (1996) Murphy’s Irish Stout
- Brainfreeze (1995) 7-Eleven Slurpee
- Blue Cross (1995) Blue Cross Blue Shield Association.
- Dolls (1994) The Partnership for a Drug Free America
- Trees (1993) Coca-Cola
- Le Bourgeois Gentilhomme (title sequence) (1993) The End
- Fun Touch (1989) Nikon
- Zenith (1988) MTV
- MTV ident (1988) MTV
- BFI ident (1998) British Film Institute
- Skips (1988) K.P. Skips
- Dulux (1987) Dulux
- Walkers Crisps (1986) Walkers
- Honeywell (1986) Honeywell Computers[25]

### Cameo
- Le cadute (The Falls) regia di Peter Greenaway (1980)